# Scooby-Doo und die Geisterschule
Scooby-Doo und die Geisterschule ist ein Hanna-Barbera-Zeichentrickfilm, der 1989 produziert wurde. In diesem Film kommen Scoobys Freunde Freddy, Daphne und Velma nicht vor. Im Gegensatz zu Scooby-Doos sonstigen Abenteuern sind die Geister hier außerdem keine verkleideten Menschen, sondern tatsächlich übernatürliche Wesen.

## Handlung
Der ängstliche Hund Scooby-Doo, sein bester Freund Shaggy und sein furchtloser Neffe Scrappy-Doo nehmen einen Job als Sportlehrer an „Miss Grimwoods Pensionat für höhere Töchter“ an. Sie müssen aber bald feststellen, dass es sich dabei um eine Geisterschule handelt, deren Schülerinnen Draculas Tochter Sibella, Frankensteinmädchen Elsa, Werwolf Winnie, Gespenst Fantasma und Mumiennachwuchs Tanis sind. Es stellt sich zum Glück heraus, dass diese Mädchen trotz ihrer ungewöhnlichen Vorlieben ganz nett sind, was auch für ihre Väter gilt, die sie zum Scoobys und Shaggys Schrecken eines Abends besuchen. Noch dazu hat Scooby stets Streit mit dem Hausdrachen Magus. Gefahr droht dagegen von der bösen Hexe Revolta, die mit Hilfe der Energie der Mädchen die Herrschaft über die Welt der dunklen Geschöpfe erlangen will, wofür sie ihren Gehilfen, den grimmigen Kriecher, Spinnenfledermäuse und Hypnosekopfhörer einsetzt. Sie nimmt die Mädchen gefangen und will sie um Mitternacht auf ewig zu ihren Sklavinnen machen. Scooby, Shaggy und Scrappy erhalten jedoch Hilfe von der gegenüberliegenden Calloway-Kadettenschule, die jedes Jahr gegen die Grimwood-Schülerinnen Volleyball spielen und schaffen es, die Mädchen zu befreien.